# Nils Nilsson (Eishockeyspieler)
Nils Erik „Nisse“ Nilsson (* 8. März 1936 in Forshaga; † 24. Juni 2017) war ein schwedischer Eishockeyspieler.

## Karriere
Nils Nilsson begann seine Karriere als Eishockeyspieler in seiner Heimatstadt beim Forshaga IF, für dessen Profimannschaft er von 1952 bis 1954 je ein Jahr lang in der Division 1, der damals höchsten schwedischen Spielklasse, sowie der zweitklassigen Division 2 aktiv war. Anschließend verbrachte er ebenfalls je eine Spielzeit in Division 1 und Division 2 beim IK Göta. Von 1956 bis 1962 lief der Center erneut für seinen Heimatverein Forshaga IF in der Division 1 auf. Daraufhin wurde er von Leksands IF verpflichtet, bei dem er die folgenden sieben Jahre bis zu seinem Karriereende 1969 verbrachte. 1966 erhielt er den Guldpucken als Spieler des Jahres in Schweden. Zum Abschluss seiner Laufbahn gewann er in der Saison 1968/69 mit Leksand den nationalen Meistertitel. 2002 wurde Nilsson in die IIHF Hall of Fame aufgenommen.

### International
Für Schweden nahm Nilsson an den Olympischen Winterspielen 1956 in Cortina d’Ampezzo, 1960 in Squaw Valley und 1964 in Innsbruck teil. Bei den Winterspielen 1964 gewann er mit seiner Mannschaft die Silbermedaille. Zudem stand er im Aufgebot seines Landes bei den Weltmeisterschaften 1957, 1958, 1962, 1963, 1965 und 1967. Bei den Weltmeisterschaften 1958 und 1965 gewann er mit seiner Mannschaft jeweils die Bronze-, bei den Weltmeisterschaften 1963 und 1967 die Silbermedaille. Bei den Weltmeisterschaften 1957 und 1962 gewann Nilsson mit Schweden die Goldmedaille. Als bestes europäisches Team wurde die Mannschaft zudem jeweils Europameister.

## Erfolge und Auszeichnungen
| - 1959 Schwedisches All-Star Team - 1960 Schwedisches All-Star Team - 1962 Schwedisches All-Star Team - 1965 Schwedisches All-Star Team - 1966 Guldpucken | - 1967 Rinkens riddare - 1967 Schwedisches All-Star Team - 1969 Schwedischer Meister mit Leksands IF - 2002 Aufnahme in die IIHF Hall of Fame |

### International
| - 1957 Goldmedaille bei der Weltmeisterschaft - 1958 Bronzemedaille bei der Weltmeisterschaft - 1962 Goldmedaille bei der Weltmeisterschaft - 1962 All-Star Team der Weltmeisterschaft - 1962 Topscorer der Weltmeisterschaft | - 1963 Silbermedaille bei der Weltmeisterschaft - 1964 Silbermedaille bei den Olympischen Winterspielen - 1965 Bronzemedaille bei der Weltmeisterschaft - 1967 Silbermedaille bei der Weltmeisterschaft |